# Seki Kazuyoshi
Kazuyoshi Seki (sinh ngày 18 tháng 7 năm 1973) là một cầu thủ bóng đá người Nhật Bản.

## Sự nghiệp câu lạc bộ
Kazuyoshi Seki đã từng chơi cho Verdy Kawasaki.